# بذر تمر هندی
بذر تمر هندی (انگلیسی: The Tamarind Seed) فیلمی کمدی به کارگردانی بلیک ادواردز محصول سال ۱۹۷۴ کشور ایالات متحده آمریکا است. جولی اندروز و عمر شریف از جمله بازیگران این فیلم هستند.